# 藤堂元晋
藤堂 元晋（とうどう もとつぐ）は、伊勢国津藩藤堂采女家第8代。伊賀国上野城代。

## 家系
藤堂采女家は、藤堂高虎に仕え藤堂姓を与えられた藤堂元則に始まり、代々の当主が「采女」の通称を名乗る。初代元則以降伊賀上野城代を世襲した。

## 略歴
文化14年（1817年）、津藩藩主藤堂高兌の四男高允の次男として生まれる。幼名は「度五郎」。
文政4年（1821年）8月、采女家7代の元孝が嫡子の無いまま早世したため、同年9月、采女家の願いにより、伯父の藩主高猷に命じられ采女家を相続することとなった。幼い度五郎は城代の任務を果たせないため、代々世襲していた采女家の城代職は剥奪され、津本藩の家老が交替で伊賀の政務を執ることとなった。
天保11年（1840年）3月、24歳で藩主高猷の命により伊賀上野城代となる。元治元年（1864年）隠居して家督と城代職を嫡子元施に譲り、隠居号を「猶水」と名乗った。
明治8年（1875年）10月22日死去。享年58。